# Ignaz Heinrich von Wessenberg

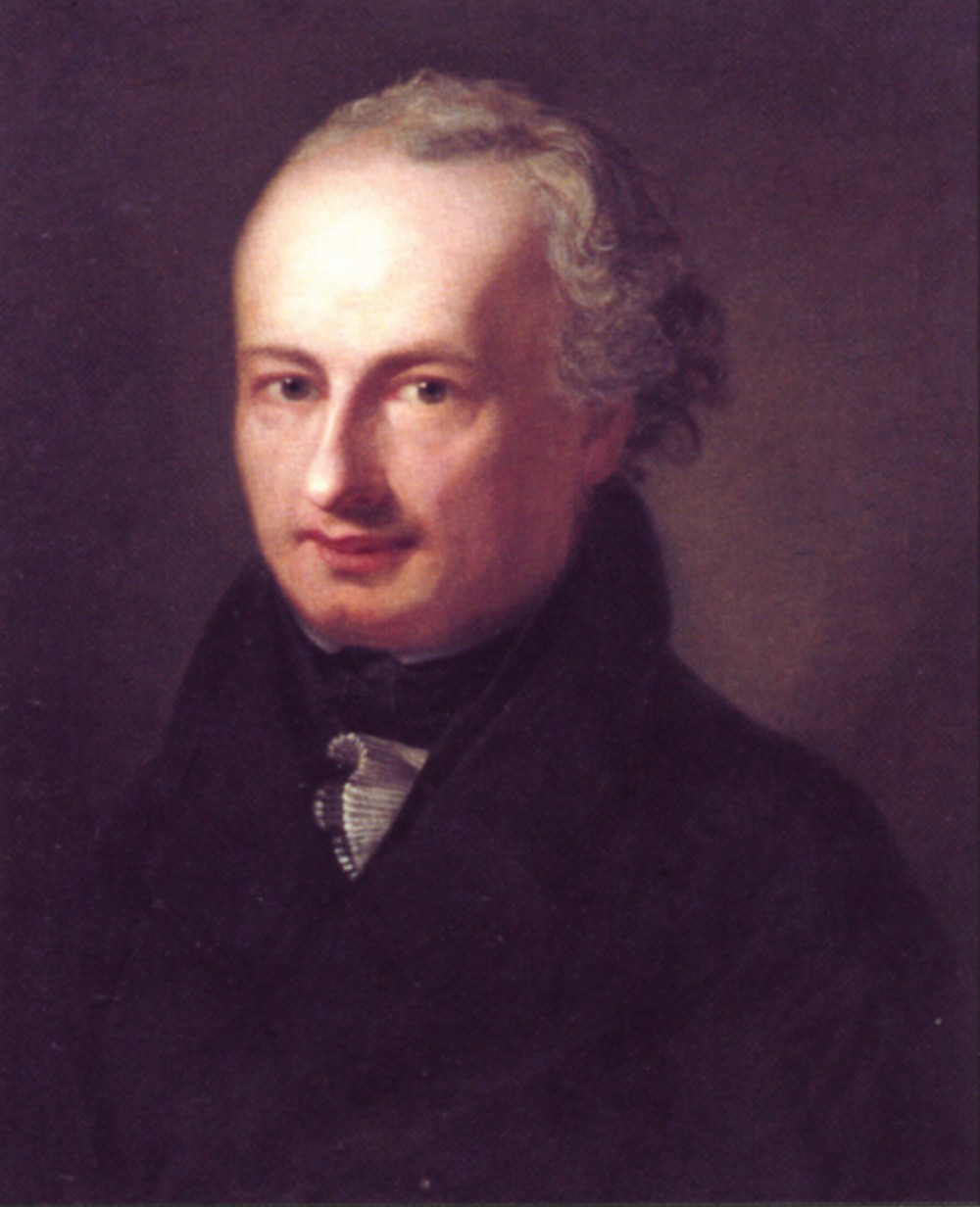
Ignaz Heinrich von Wessenberg, porträtiert von Marie Ellenrieder

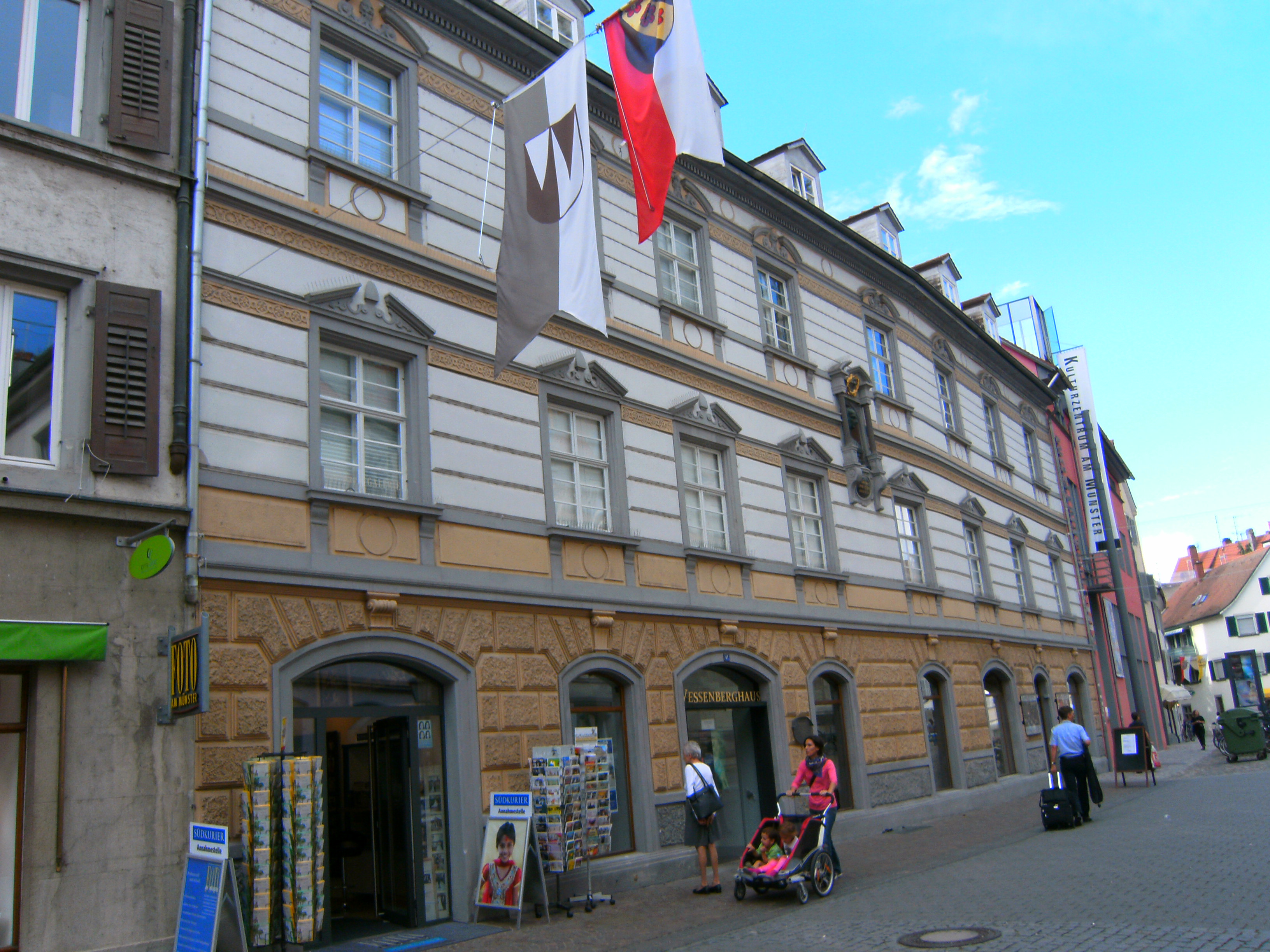
Städtische Wessenberg-Galerie:
Wessenbergs Wohn- und Sterbehaus in der Wessenbergstraße 41 in Konstanz

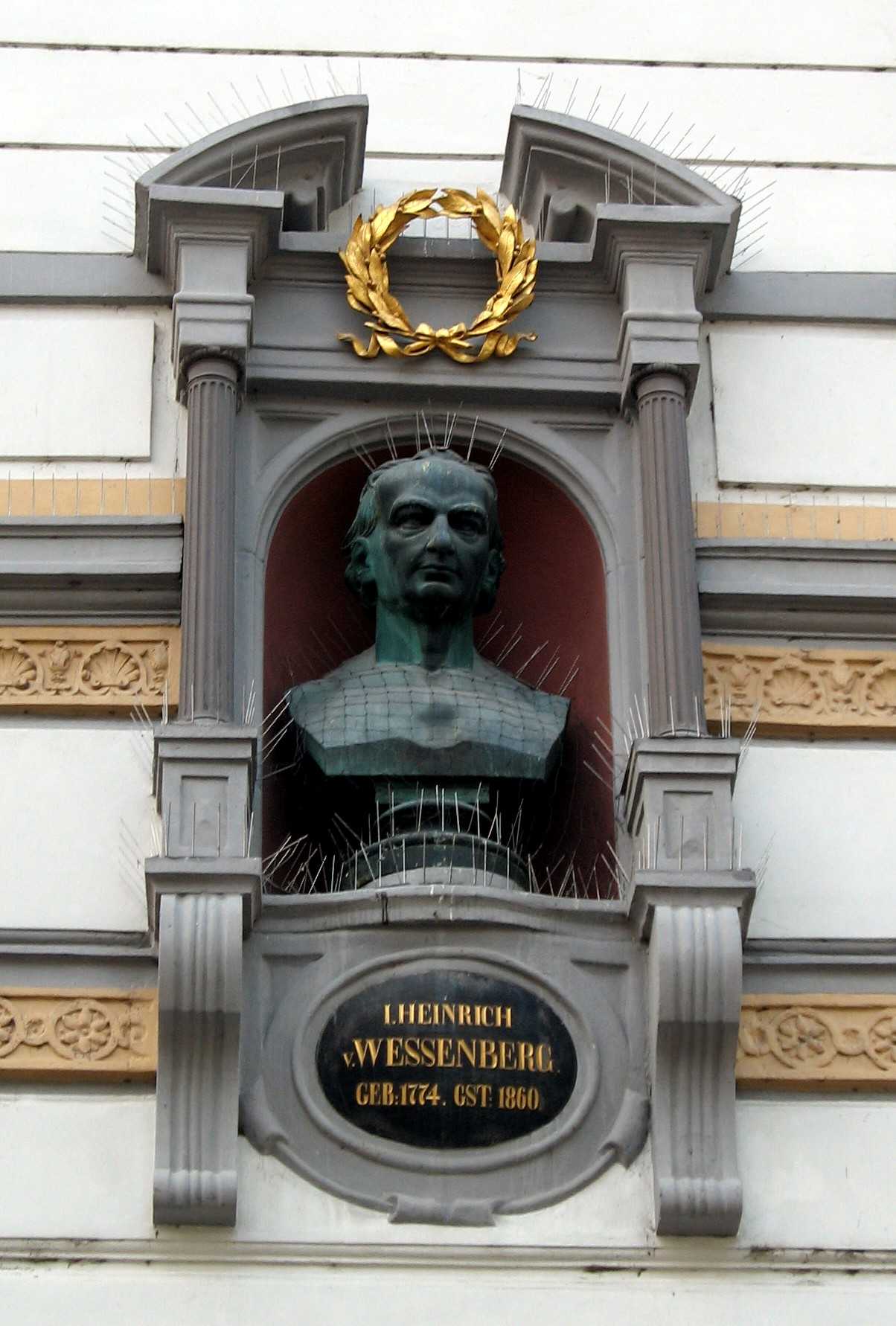
Büste des Ignaz Heinrich von Wessenberg, angefertigt durch Hans Baur am Wessenberg-Haus Konstanz

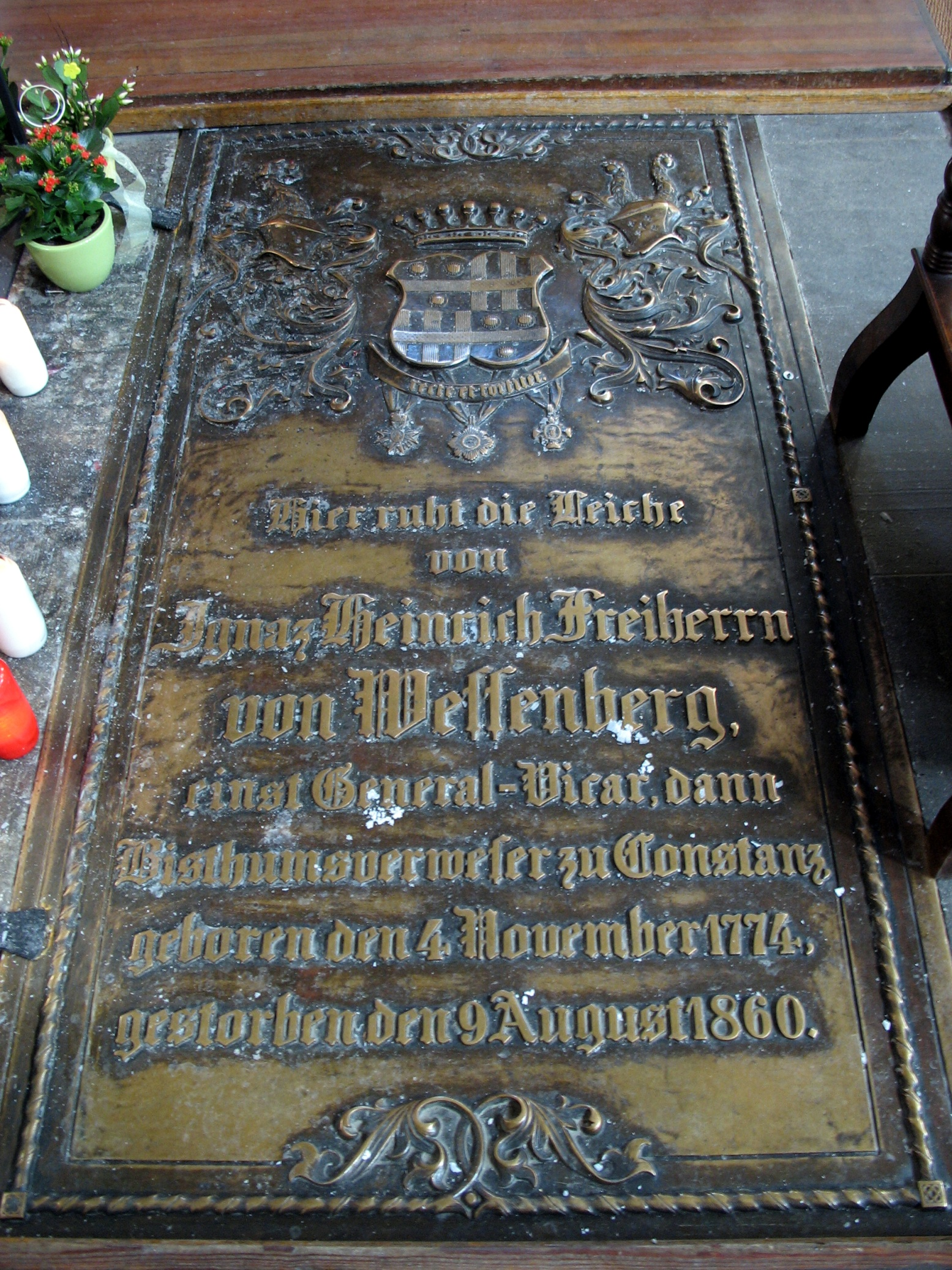
Epitaph Wessenbergs im Konstanzer Münster

Ignaz Heinrich Karl Freiherr von Wessenberg (* 4. November 1774 in Dresden; † 9. August 1860 in Konstanz)  war ein aufgeklärter römisch-katholischer Theologe aus schwäbischem Adel. Sein Bruder war der österreichische Minister Johann von Wessenberg.

## Leben
Wessenberg studierte Theologie in Augsburg, Dillingen an der Donau, Würzburg und Wien. 1802 wurde er von Fürstbischof Karl Theodor von Dalberg zum Generalvikar des Bistums Konstanz ernannt, doch erst 1812 empfing er die Priesterweihe. 
Auf dem Wiener Kongress bemühte er sich in Dalbergs Auftrag um die Herstellung einer deutsch-katholischen Nationalkirche unter einem deutschen Primas. Als Generalvikar trieb Wessenberg im Bistum Konstanz weitreichende Reformen im Sinne der aufgeklärten Theologie auf verschiedenen Gebieten wie der Theologenausbildung, der Liturgie und der Volksfrömmigkeit voran. In Rom stieß diese Tätigkeit auf wenig Gegenliebe, beispielsweise warf Papst Pius VIII. (1829–1830) Wessenberg vor, er wolle den Zölibat abschaffen und er würde den päpstlichen Primat nicht anerkennen. Der Kardinalstaatssekretär Filippo Casoni nannte Wessenberg einen Mann, der genauso pervers wie gefährlich sei. Im Jahr 1814 forderte der Papst von Karl Theodor von Dalberg die Entlassung des Generalvikars, und nach dem Tod des Fürstbischofs erkannte er die einstimmig erfolgte Wahl Wessenbergs zum Kapitularvikar nicht an. 
1822 wurde Wessenberg von den badischen Dekanen mit fast zwei Drittel der Stimmen zum Bischof des neuen Erzbistums Freiburg gewählt, doch die badische Regierung drängte Wessenberg zum Verzicht auf das Amt, weil feststand, dass er im Hinblick auf die ablehnende Haltung der Kurie als Amtsanwärter nicht in Frage kam. Wessenberg blieb schließlich Bistumsverweser, bis im Oktober 1827 Bernhard Boll zum Erzbischof von Freiburg ernannt wurde; danach zog er sich von der kirchlichen Arbeit zurück.
Von 1819 bis 1827 und von 1831 bis 1833 war Wessenberg Mitglied der Ersten Kammer der badischen Ständeversammlung, zunächst kraft Amtes als Bistumsverweser, dann als Vertreter des grundherrlichen Adels oberhalb der Murg.
Am 28. Juli 1832 wurden Wessenberg die Ehrenbürgerrechte der Stadt Konstanz verliehen.
Von Konstanz aus verkehrte er auch beim Besitzer der gegenüber gelegenen Burg Meersburg, Joseph von Laßberg, und begegnete dort dessen Schwägerin, der Dichterin Annette von Droste-Hülshoff. Ungewöhnlich für die damalige Zeit ist die Korrespondenz und Freundschaft mit dem evangelischen Dichter und Theologen Johann Peter Hebel, der zu seiner Zeit ebenfalls Mitglied der Ersten Kammer der badischen Ständeversammlung war. Befreundet war er mit dem Theologen Fridolin Huber, der ihn durch mehrere Schriften unterstützte. Auch der Regens des Meersburger und Mainzer Priesterseminars Marcus Fidelis Jaeck gehörte zu seinen Freunden und Unterstützern.
Seine Gemäldesammlung stiftete er dem Großherzog Friedrich von Baden, der im Gegenzug 20.000 Gulden für wohltätige Zwecke gab. Der Großherzog bewilligte den Verbleib der Sammlung in Konstanz. Heute werden etwa 80 Gemälde zu dem der Zähringer Stiftung unterstehenden Bestand der Städtischen Wessenberg-Galerie gerechnet.
Wessenberg verfasste insgesamt rund 470 Publikationen und war Mitarbeiter der Freymüthigen Blätter über Theologie und Kirchenthum, die von Benedikt Alois Pflanz herausgegeben wurden. Seine umfangreiche Privatbibliothek von über 20.000 Bänden vererbte er der Stadt Konstanz, die sie pflegte und erweiterte. Zudem stiftete er die Wessenberganstalt. Seit dem Jahr 2000 ist die Wessenberg-Bibliothek als geschlossener Buchbestand in der Bibliothek der Universität Konstanz für Forschungszwecke zugänglich.

## Rezeption und Nachwirkung
In Erinnerung an seine Person sind in Konstanz die Straße an seinem ehemaligen Wohnhaus (Teil der Nord-Süd-Achse in der Altstadt, vom Münsterplatz zum Obermarkt), das oben bereits erwähnte Kunstmuseum der Stadt (die Städtische Wessenberg-Galerie), die in seinem früheren Wohnhaus eingerichtet ist, sowie die kaufmännische Berufsschule nach Wessenberg benannt. Außerdem gibt es die Wessenberg-Stiftung.
In der Altstadt sind drei Restaurants nach ihm benannt, die alle demselben Gastronomen gehören, in der Reihenfolge der Eröffnung: Wessenberg (am Münsterplatz), Ignaz (am Bahnhof) und Heinrich (Wessenbergstraße).

## Werke
Hauptwerke
- Der Geist des Zeitalters. Zürich 1801 (anonym)
- Die deutsche Kirche, ein Vorschlag zu ihrer neuen Begründung und Einrichtung. O. O. 1815
- Blüthen aus Italien (Gedichte). Orell, Zürich 1820 Digitalisat
- Über den sittlichen Einfluss der Romane. Ein Versuch. Konstanz 1826
- Die großen Kirchenversammlungen des 15. und 16. Jahrhunderts. 4 Bände. Konstanz 1840 (Digitalisat)
- Sämtliche Dichtungen. 7 Bände. Stuttgart 1834–54
- Über die Bildung der Gewerbetreibenden Volksklassen überhaupt und im Großherzogtum Baden insbesondere. Konstanz, 1833

Ausgaben
- Kurt Aland (Hrsg.): Ignaz Heinrich von Wessenberg: Unveröffentlichte Manuskripte und Briefe. Herder, Freiburg im Breisgau u. a.
  - Band 1: Autobiographische Aufzeichnungen. 1968
  - Band 2. Die Briefe Johann Philipps von Wessenberg an seinen Bruder. 1987, ISBN 3-451-14806-4
  - Band 3. Kleine Schriften. 1979, ISBN 3-451-14803-X
  - Band 4. Reisetagebücher. 1970